# Słonino (przystanek kolejowy)
Słoninko – zlikwidowany przystanek kolei wąskotorowej (Białogardzka Kolej Dojazdowa) w Słoninie, w województwie zachodniopomorskim, w Polsce.